# Sin Dios
Sin Dios (Deutsch: Ohne Gott) war eine anarchistische Hardcore-Band, die 1988 in Madrid, Spanien gegründet wurde.

## Bandgeschichte
Die Band wurde 1988 mit dem Anspruch, libertäre Ideen zu verbreiten, gegründet. Die ersten Konzerte fanden deshalb in besetzten Häusern zur Unterstützung verschiedener autonomer Gruppen statt.
1990 erscheint ihr erstes Album „… ni Amo“ mit 13 hochpolitischen Liedern, gefolgt von einer Tour durch Spanien.
Im folgenden Jahr erschien ihre nächste Platte „Ruido Anticapitalista“ (Antikapitalistischer Lärm), gefolgt von „Alerta Antifascista“ (Antifaschistische Wachsamkeit) ein Jahr darauf. Dem letztgenannten Werk liegen nicht nur Texte und Kommentare der Band bei, sondern auch Beiträge von Mitgliedern anderer libertärer Bewegungen. Nach einem Jahr voller Auftritte löste sich die Band wegen „Differenzen“ auf, um sich 1997 (nach einer Pause von 1½ Jahren) wieder zu formieren.
Es folgten fünf weitere Alben, ein Video, ein neuer Bassist und Tourneen in Europa sowie Lateinamerika.
Weil das Album Odio al Imperio ein Lied zum Nahostkonflikt enthält, welches antisemitische Aussagen beinhalten soll, weigerte sich Twisted Chords das Album auf Vinyl zu veröffentlichen.
2006 lösten sich Sin Dios aus persönlichen Gründen auf; die Bandmitglieder legen ihren Schwerpunkt wieder mehr auf libertäre Aktivitäten.

## Diskografie

### 7" Singles
- Sin Dios/Apatía no „Compartido“ (2001)
- Sin Dios/Intolerance „Compartido“ (2001)
- Sin Dios/Cementerio Show „El hombre contra si mismo“ (2001)
- Sin Dios/Inner Conflict Split-Single (2003) (Twisted Chords)

### 12" LPs
- … ni amo (1990)
- Ruido Anticapitalista (1991)
- Alerta Antifascista (1993)
- Guerra a la Guerra (1997)
- Solidaridad (1999)
- 1991 - 1997 Años de Autogestion Parte 1 DoLP (2000)
- Ingobernables (2001) (Twisted Chords/Skuld Releases)
- Odio al Imperio (2002)
- Recortes de Libertad (2004)

### CDs
- Guerra a la guerra (1997)
- Ruido anticapitalista/Alerta antifascista (1998)
- Solidaridad (1999)
- Ingobernables (2000)
- Odio al imperio (2002)
- Recortes de Libertad/Solidaridad (2005)

### Sampler
- V.A. - Action speaks louder than words (Twisted Chords)

### Video
- Sin Dios…-más de diez años de autogestión (2000)